# والتر سكوت (لاعب كرة قدم أسترالي)
والتر سكوت (بالإنجليزية: Walter Scott)‏ (2 أكتوبر 1999 - ) هو لاعب كرة قدم أسترالي في مركز الدفاع. لعب مع نادي برث غلوري.

## وصلات خارجية
- والتر سكوت على موقع قاعدة بيانات كرة القدم.إي يو (الإنجليزية)
- والتر سكوت على موقع Soccerway.com (الإنجليزية)